# Andrejová
Andrejová (rusiń. Андріёва, Andrijowa) – wieś na Słowacji w kraju preszowskim, powiecie Bardejów. 
Andrejová położona jest w historycznym kraju Szarysz, na szlaku handlowym z Węgier do Polski. Pierwsze wzmianki o wsi pochodzą z roku 1355, kiedy nazywała się Andras Vagasa. Według spisu ludności z 2011 roku Andrejová liczyła 362 mieszkańców, z czego 339 osób to Słowacy.